# Brassó nevének eredete

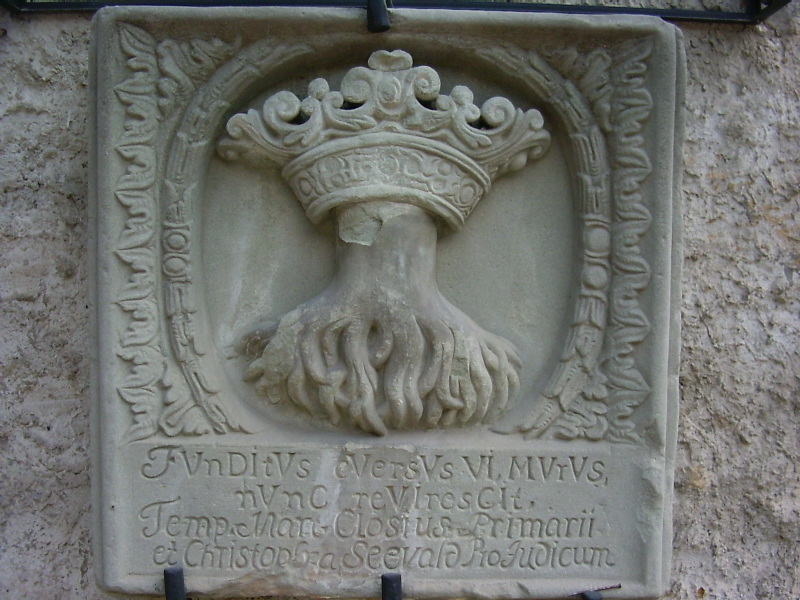
Brassó címere, a gyökereken nyugvó királyi korona

Brassó nevének eredete máig vitatott téma a történészek körében. A legvalószínűbb elmélet szerint szláv személynévből származik.

## ABrassónév
A névalak legelőször 1252-ben, IV. Béla egyik adománylevelében jelenik meg, mint Terra Saxonum de Barasu (Barasu-i szászok földje). A 13. század folyamán említik még Brassu, Braso, Brasso, Brasov neveken is. A 15. századtól kezdődően a Brassó / Brasov az általánosan használt forma.
Eredete nem tisztázott, magyarázatára többféle elmélet született:
- A legvalószínűbb[2] elmélet szerint antroponimikus eredetű (személynévből származik), a szláv Bras- szótövű tulajdonnevekhez (Brasic, Bratislav) köthető.[3] Romániában számos hasonló földrajzi név van, így Brașovana (Neamț megye), Brașovița (Ialomița megye), Brașovenița (Vaslui mellett), Poiana Brașovului (Bodzavásár mellett), és más országokban is vannak Bras- tövű földrajzi nevek (például Braškov, Brasevo).
- Binder Pál szerint a besenyők által használt ótörök nyelv baraszó szavából ered, melynek jelentése „fehér víz”, és valószínűleg a Köszörű-patak zuhatagjaira, esetleg a Vidombákra utalt.[4] Az ótörök „aszó” (víz) számos más erdélyi földrajzi névben is jelen van, például Sikaszó, Hosszúaszó, Feketeaszó, Szépaszó.
- Erich Jekelius és Gustav Treiber szerint az „erődítmény” jelentésű szláv baras szóval kapcsolatos, mellyel kezdetben Brassovia várát, majd az egész környéket illették.[5]
- Dragoș Moldoveanu szerint a Barca folyó nevének szláv Barsov alakjából ered.[6]
- Egyéb elméletek a szláv brasno (liszt) vagy bros (buzér), a román brad (fenyő), a magyar borosjő (borvíz-völgy) szavakkal hozzák összefüggésbe.

A név változatai: Brassó (magyar), Brașov (román), Brassovia (latin), Brashiev (bolgár), Praszovosz (görög), Perșava (török).

## ACoronanév
A Corona név a Catalogus Ninivensisben, egy premontrei kolostorjegyzékben jelenik meg először, mely szerint 1235-ben létezett egy Corona-i rendház a kun püspökség területén (In Hungaria assignata est paternitas Dyocesis Cumanie: Corona). 1336-ban Korona, 1355-ben Kronstadt néven említik.
Ennek a névalaknak is több magyarázata született:
- Egy kézenfekvő elmélet szerint a város ősi címerében látható királyi koronára utal. A címert azokkal a legendákkal hozzák kapcsolatba, melyek szerint Salamon magyar király menekülés közben, a napjainkban is Salamon-kőnek nevezett szikláknál egy fa gyökerei közé rejtette el koronáját.[9] Megjegyzendő, hogy Brassó címere kezdetben csak a koronát tartalmazta; a belőle kinövő gyökerek legelőször a 16. században jelennek meg.[10]
- Gernot Nussbächer szerint a települést Corona (görögül Stefánia) ókori keresztény vértanúról nevezték el, kinek egy ereklyéjét valószínűleg a már említett rendházban őrizték.[11]
- Friedrich Philippi és Gustav Kisch szerint az elnevezés a szláv krun (fenyő, boróka) szóból ered, ugyanakkor a Brașov elnevezést a román brad (fenyő) szóból származtatják, így elméleteik kapcsolatot teremtenek a Brassó és Corona elnevezések között.[12]

A név változatai: Corona (latin), Kronstadt, Kronen (német), Kruhnen, Krünen (szász), Sztefanopolisz (görög; szó szerint korona-város).
Több történész szerint Corona eredetileg a városerőd, Brassó pedig a vármegye (comitatus) elnevezése volt; az utóbbit csak később kezdték a városra is alkalmazni. A korai okmányokban jól elkülönül a két név használata; például egy 1336-os dokumentum megemlít egy Michael decanus de Brasso necnon plebanus de Corona (Mihály brassói esperes és emellett coronai plébános) személyt.

## ASztálinvárosnév
A 20. század első felében több szocialista országban is településeket neveztek el Sztálinról. Romániában a választás Brassóra esett, mivel fontos ipari központ volt, így a város tíz éven keresztül, 1950. augusztus 25. és 1960. december 24. között az Orașul Stalin (Sztálinváros) nevet, közigazgatási egysége pedig a Raionul Stalin nevet viselte. A korabeli újságok úgy állították be a névváltoztatást, mint „a brassói munkás nép kívánságát”. A központban szobrot emeltek, és város fölé emelkedő Cenken fenyőfákból rakták ki a STALIN nevet.
Sztálin utóda, Nyikita Hruscsov igyekezett eltörölni a diktátor személyi kultuszát. A desztalinizáció eredményeként Brassó is visszakapta régi nevét. Az erdészek parancsot kaptak a Cenk feliratának megsemmisítésére; ezt úgy oldották meg, hogy a betűk köré további fenyőket ültettek, így a név idővel olvashatatlanná vált.

## ACenk alatti város
A költőies „Cenk alatti város” megnevezés az 1980-as években terjedt el a romániai magyar sajtóban, annak eredményeként, hogy a román hatalom megtiltotta az erdélyi települések magyar neveinek leírását nyomtatásban (magyar nyelvű szövegekben is). Az írók, újságírók úgy játszották ki ezt a rendelkezést, hogy körülírták a városokat, megragadva lényegüket; így lett az újságcikkekben Kolozsvárból a „kincses város”, Marosvásárhelyből a „Bolyaiak városa” stb; Brassóból pedig a „Cenk alatti város”, mely elnevezés a mai napig használatban van (és részben átvette a román sajtó is).